# Cyperus dewildeorum
Espèce
Synonymes
- Cyperus dewildeorum (J.Raynal) Lye[2]

Cyperus dewildeorum est une espèce d'herbes de la famille des Cyperaceae, endémique du Cameroun.

## Étymologie
Son épithète spécifique dewildeorum rend hommage au botaniste néerlandais Willem J.J.O. de Wilde, collecteur des premiers spécimens au Cameroun.

## Synonyme
Cyperus dewildeorum est un basionyme de Pycreus dewildeorum

## Distribution
Endémique de l'extrême-nord du Cameroun, très rare, l'espèce n'a longtemps été connue qu'à travers la collecte de W.J.J.O. De Wilde et B.E.E. De Wilde-Duyfjes le 12 septembre 1964 dans une zone herbeuse et marécageuse, à 400 m d'altitude, à environ 15 km au nord-est de Maroua en direction de Waza.

Cependant une présence au Tchad est signalée.